# Ronald Quinteros
Ronald Jonathan Quinteros Sánchez (Huancayo, 28 giugno 1985) è un calciatore peruviano, centrocampista dell'Unión Santa Fe.